# Pierre Gourtay
Pierre Marie Gourtay, né le 8 mai 1874 à Châteaulin et mort le 16 septembre 1944 à Cayenne, est un spiritain, évêque catholique français, vicaire apostolique de Cayenne (Guyane française).

## Repères biographiques

### Prêtre
Membre de la Congrégation du Saint-Esprit, Pierre Gourtay est ordonné prêtre le 28 octobre 1900. Il devient professeur au Séminaire des Missions du Morbihan.
Il est envoyé comme missionnaire en Afrique, d'abord pendant six ans au Congo puis pendant quatorze années à La Réunion et fut curé à la cathédrale de Saint-Denis.

### Évêque
Nommé vicaire apostolique de Cayenne le 15 janvier 1933 avec le titre d'évêque in partibus d'Arad (de) en janvier 1933, il est consacré le 25 mars 1933 à Quimper par Mgr Duparc et est installé comme vicaire apostolique de Cayenne le 25 septembre 1933.
Il contribua à la création d'un home indien à Mana, mis en place de consort entre l'Église catholique et l'État français, destiné à évangéliser les Amérindiens et Noirs marrons bushinengue de Guyane au sein de pensionnats catholiques installés par les missionnaires spiritains. Il contribua avec le gouverneur Georges Lamy et voyage à travers toute la Guyane.
En 1934, il consacra la cathédrale de Cayenne.
Durant le régime de Vichy, il affiche publiquement un « affectueux attachement » au maréchal Pétain. En octobre 1941, il obtient d'ailleurs la Légion d'honneur, de la part du Secrétaire d'État aux colonies Charles Platon, comme « un des collaborateurs les plus sûrs et les plus actifs du gouvernement local » depuis l'armistice de 1940.
Il meurt le 16 septembre 1944 à Cayenne.

## Récompense
Chevalier de la Légion d'honneur (décret du 15 octobre 1941)